# Хасаново (Мелеузівський район)
Хаса́ново (рос. Хасаново, башк. Хәсән) — присілок у складі Мелеузівського району Башкортостану, Росія. Входить до складу Аптраковської сільської ради.
Населення — 221 особа (2010; 259 в 2002).
Національний склад:
- башкири — 98%